# Sweet Georgia Brown (chanson de The Beatles with Tony Sheridan)
Pour les articles homonymes, voir Sweet Georgia Brown.
Singles de The Beatles with Tony Sheridan
Ain't She Sweet / Take Out Some Insurance on Me, Baby (RU) ou
 Nobody's Child (ÉU)
Sweet Georgia Brown est une chanson américaine des années 1920 écrite par Maceo Pinkard (en) et Ken Casey qui a été reprise en 1962 par Tony Sheridan accompagné du groupe britannique The Beatles.

## Historique
Tony Sheridan a décroché un contrat d'enregistrement lorsque le producteur et chef d'orchestre Bert Kaempfert l'a vu à Hambourg en 1961, au Top Ten Club (en), accompagné des Beatles. De cette séance d'enregistrement, deux des sept chansons ont été publiées en 45 tours au nom de Tony Sheridan and the Beat Brothers. Après le succès relatif du single My Bonnie / The Saints, qui atteint la 5e place du palmarès local, Sheridan est invité a enregistrer un album complet, cette fois avec d'autres musiciens anglais, certains qui faisaient partie du groupe The Jets avec lequel il est arrivé en Allemagne de l'Ouest en 1960. La chanson Sweet Georgia Brown est donc enregistrée le 21 décembre 1961 pour une première fois et sera incluse dans cet album, intitulé My Bonnie, qui parait en juin 1962.
Le 20 février 1962, Brian Epstein, le nouveau manager des Beatles communique par la poste avec le producteur Bert Kaempfert lui demandant de résilier son contrat avec eux. Par retour de courrier, le 3 mars, celui-ci accepte à la condition que le groupe lui fasse une deuxième et dernière séance d'enregistrement pour Sheridan. Le contrat devant se terminer le 30 juin, les liens liant les Beatles à Polydor seraient donc coupés aussitôt l'enregistrement de deux autres chansons effectué laissant Epstein la possibilité de faire signer son groupe par EMI le 6 juin.

### Enregistrement et parutions
Le 24 mai 1962, quelques semaines avant la sortie du premier album de Sheridan, Kaempfert demande donc aux Beatles, avec leur premier batteur Pete Best et accompagné du claviériste Roy Young, de réenregistrer la musique de Sweet Georgia Brown et de Swanee River pour une sortie probable en 45 tours, alors qu'elles avaient déjà été enregistrées pour l'album. La séance a lieu au studio Rahlstedt situé au  Gebäude M1, Rahlau 128 à Hambourg-Tonndorf. Absent lorsque le titre est mis en boîte, le chanteur enregistre les paroles le 7 juin suivant mais cette version ne sera publiée qu'en Allemagne de l'Ouest sur un E.P. intitulé Ya Ya en octobre la même année et en 1963 sur la face B d'un single grec couplée à Ya Ya Part 1, tous publiées au nom de Tony Sheridan and the Beat Brothers. Avec My Bonnie et The Saints, c'est la troisième et dernière chanson enregistrée avec les Beatles à être créditée ainsi.
Quinze mois plus tard, le 3 janvier 1964, Sheridan réenregistre sa prestation en changeant les paroles d'un couplet pour y faire référence à la Beatlemania qui balaie à ce moment la planète. L'enregistrement est produit dans le même studio par Paul Murphy, le manager de Sheridan. Le nouveau texte inclut les vers : « In Liverpool she even dares / to criticize the Beatles' hair / with their whole fan club standing there »,. Des commentaires, comme « Not too commercial, boys ! » (« Pas trop commercial, les gars ! »), sont lancés lors du solo de piano. On entend aussi Sheridan encourager McCartney pour ce solo, bien que ce soit Roy Young qui joue. Le 31 janvier, la chanson est placée sur la face A d'un single manufacturé en Allemagne de l'Ouest mais exclusivement offert qu'en importation pour le Royaume-Uni. Sur la face B se trouve un tout nouvel enregistrement de Nobody's Child effectué par Sheridan en solo, accompagné que de sa guitare, durant cette même séance du 3 janvier,,. C'est la version de Sweet Georgia Brown aux nouvelles paroles qui se retrouve sur l'album The Beatles' First !, paru en avril 1964, et sur la plupart des autres compilations des enregistrements effectués à Hambourg par les Beatles.
Cette même année, Tony Sheridan sort son second album, Just a Little Bit of Tony Sheridan, cette fois accompagné du Bobby Patrick Big Six qui sont crédités à leur tour au nom The Beat Brothers. Treize chansons sont incluses, dont une nouvelle version de Sweet Georgia Brown. Un single promotionnel est publié en Allemagne de l'Ouest avec, en face A, la chanson Skinny Minny (en) [sic] tiré de cet album mais sur la face B, on y place la version avec les nouvelles paroles de Sweet Georgia Brown des Beatles,,.
En février 1964, cette même version de Sweet Georgia Brown est publiée en France sur un E.P. intitulé Ain't She Sweet et en mai, sur un 33 tours format 25 cm, tout simplement intitulé Les Beatles et qui possède exclusivement les huit enregistrements effectués à Hambourg.

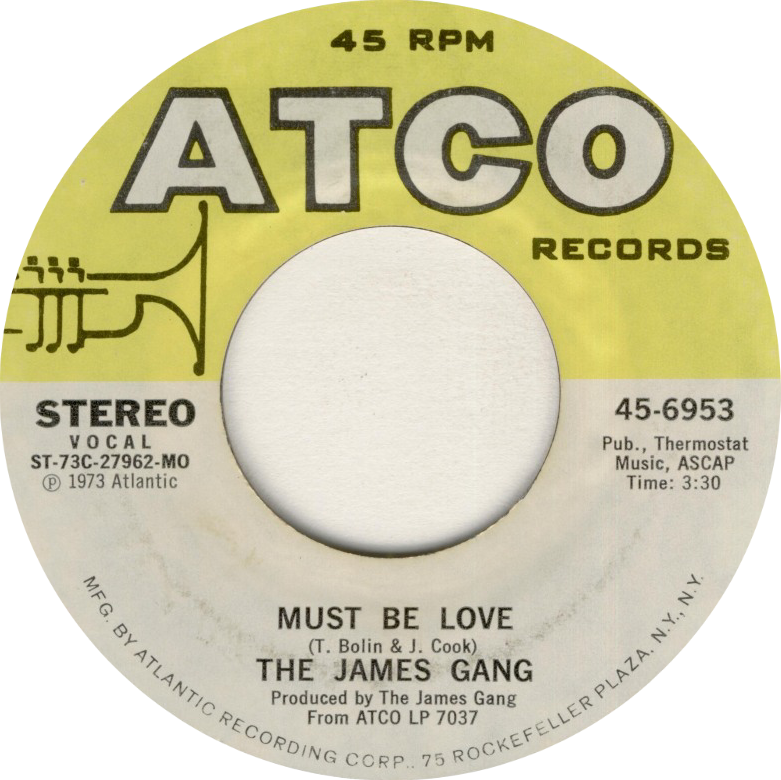
Sweet Georgia Brown est publié aux États-Unis sur le label Atco Records.

Cet enregistrement est publié aux États-Unis le 1er juin 1964 par Atco Records (une filiale d'Atlantic Records), créditée à The Beatles with Tony Sheridan, couplée à Take Out Some Insurance on Me, Baby, enregistrée avec les Beatles trois ans plus tôt. Par contre, toutes deux seront augmentées de nouveaux accents de batterie et de guitare (possiblement joués par Bernard Purdie et Cornell Dupree, respectivement).
Les trois différentes versions de cette chanson enregistrée avec les Beatles (avec les paroles d'origine, avec les paroles modifiées et cette dernière avec les ajouts d'instrumentation) ont été compilées sur CD dans Beatles Bop - Hamburg Days par Bear Family Records en 2001 et dix ans plus tard dans F1rst Recordings par Time Life (en). Apple Records n'a jamais officiellement publié cette chanson.

#### Historique des publications

##### En 45 tours
L'astérisque dénote une chanson sur laquelle les Beatles ne jouent pas.
E.P.
- Ya Ya Part 1 & 2 * / Sweet Georgia Brown (version originelle) / Skinny Minny (en) [sic] * - sorti en octobre 1962 et crédité à Tony Sheridan and The Beat Brothers (Polydor – 21 485)[23]
- Ain't She Sweet / If You Love Me Baby (Take Out Some Insurance on Me, Baby) / Sweet Georgia Brown (nouvelles paroles) / Nobody's Child -  sorti en février 1964 (Polydor – 21 965)[24]

Singles
- Sweet Georgia Brown (nouvelles paroles) / Nobody's Child (version solo acoustique) * - sorti le 31 janvier 1964 (Polydor – 52 906)[25]. Manufacturé en Allemagne de l'Ouest mais disponible en importation seulement en Angleterre[26].
- Skinny Minny [sic] * / Sweet Georgia Brown (nouvelles paroles, crédité à Tony Sheridan and The Beat Brothers sur l'étiquette et à The Beatles with Tony Sheridan sur la pochette) - sorti en avril 1964 (Polydor – NH 52 324)[16]
- Sweet Georgia Brown (nouvelles paroles et ajouts d'instrumentation[27] / Take Out Some Insurance on Me, Baby (avec ajouts d'instrumentation[27]) - sorti le 1er juin 1964 (Atco Records – 45-6302)[20]

##### Albums
En 33 tours
Ces 33 tours de Polydor ont la même tracklist. C'est la version avec les nouvelles paroles, mais sans les ajouts d'instrumentation, qui est incluse sur l'album. Quatre chansons de Sheridan sans les Beatles y ont été ajoutées.
- The Beatles' First ! (LPHM 46 432), sorti en avril 1964[28].
- The Beatles' First (236 201), sorti le 4 août 1967[29].
- The Beatles' First (Polydor/Triumph 240011), sorti le 1er septembre 1969[30].
- Very Together (242.008), sorti le 12 novembre 1969[31].
- In the Beginning (Circa 1960) (24-4504), sorti le 4 mai 1970[32].

33 tours 25 cm
- Les Beatles, sorti le 22 mai 1964 (Polydor – 45 900) - Ne comprend que les huit enregistrements effectués à Hambourg par les Beatles[33].

Album de Atco
- Ain't She Sweet (en) (Atco – 33-169), sorti le 5 octobre 1964[34]. Version avec les nouvelles paroles et ajouts d'instrumentation[35]. Ce 33 tours possède quatre titres des Beatles complétés d'enregistrements du groupe studio The Swallows.

CD
- The Early Tapes of the Beatles (Polydor – 550 0372) - sortie mondiale, le 10 décembre 1984. Réédition de The Beatles' First ! sur laquelle on ajoute deux autres enregistrements de Sheridan sans les Beatles[36].

### Personnel
- Tony Sheridan : chant
- John Lennon : guitare rythmique
- Paul McCartney : basse, chœurs
- George Harrison : chœurs
- Pete Best : batterie
- Roy Young : piano[6]

- Producteur : Bert Kaempfert  (Paul Murphy - réenregistrement des paroles en 1964)
- Ingénieur du son : Hans Falkenburg
- Technicien du son : Jürgen Kramer[37]

Overdubs pour la version américaine (possiblement)
- Cornell Dupree - guitare
- Bernard Purdie - batterie